# Dottersack-Plazenta
Als Dottersack-Plazenta wird ein Organ bezeichnet, das bei vielen  Wirbeltieren während der Embryonalentwicklung ausgebildet wird und der Nährstoffversorgung der sich entwickelnden Embryonen in der Gebärmutter dient.  Die Dottersack-Plazenta bildet sich aus dem Dottersack der Embryonen und der Gebärmutterschleimhaut, wobei es bei den verschiedenen Arten in ihrer Form und Ausbildung unterschiedliche Typen gibt (vollständig, circular, discoidal, reihenförmig). Seine Gefäße bilden den Dottersackkreislauf.
Lebend gebärende Haie, Reptilien und Säugetiere bilden meist zusätzlich Plazenten aus, die im Laufe der weiteren Embryonalentwicklung mehr oder weniger die komplette Ernährung über den mütterlichen Blutkreislauf sicherstellen. Bei einigen Säugetieren (z. B. Pferde, Hunde, Katzen) bildet sich jedoch ebenfalls vorübergehend eine echte Dottersackplazenta.